# Passo Coe
Passo Coe (1.610 m s.l.m.) è un valico alpino delle Prealpi Venete in provincia di Trento. Il passo, poco distante dal confine con la provincia di Vicenza, mette in collegamento le località di Tonezza del Cimone (Val d'Astico) e di Folgaria (Altopiano di Folgaria), in alternativa al vicino passo Sommo.

## Dintorni
Nei dintorni sono presenti percorsi escursionistici estivi ed invernali.

Il passo è sede dell'omonimo centro attrezzato per lo sci di fondo. Nei pianori circostanti vengono tracciate piste per la pratica di questo sport.
Inoltre, nelle immediate vicinanze del passo sono presenti impianti di risalita che permettono il collegamento delle piste per lo sci alpino con le altre del comprensorio di Folgaria-Fiorentini.
Il passo è attraversato dalla strada provinciale 143 dei Francolini nella provincia di Trento, e prosegue come strada provinciale 92 dei Francolini in quella Vicentina.

## Luoghi d'interesse
Nei pressi del passo sorgono la Base Tuono, ex-base missilistica NATO attiva tra il 1966 e il 1978, e un orto botanico gestito dal Museo civico di Rovereto.